# Wiebesia pumilae
Wiebesia pumilae is een vliesvleugelig insect uit de familie vijgenwespen (Agaonidae). De wetenschappelijke naam is voor het eerst geldig gepubliceerd in 1967 door Hill.